# Mala hidroelektrarna Možnica
Mala hidroelektrarna Možnica je hidroelektrarna, ki zajezuje reko Koritnico in leži nad zaselkom Možnica pri Logu pod Mangartom, znotraj ožjega območja Triglavskega narodnega parka.
Zgrajena je bila leta 1909 za potrebe rudnika svinca v Rablju,s katerim je bila povezana s 6 kV kablom, ki je bil speljan skozi predor pod planinama Ruševa in Predelska glava. Prva turbina je bila vgrajena ob izgradnji elektrarne, drugo pa so vgradili leta 1911. Turbino iz leta 1909 so med drugo svetovno vojno minirali partizani, turbina iz leta 1911 pa je takrat ostala nepoškodovana in obratuje še danes. Med prvo svetovno vojno so električno energijo iz male hidroelektrarne Možnica uporabljali tudi za poganjanje tovorne žičnice, s katero je avstro-ogrska vojska oskrbovala svoje položaje na Rombonu.
Med letoma 1945 in 1961 je MHE Možnica delovala z eno turbino, leta 1961 pa so ji dodali še drugo, ki je bila izdelana v Litostroju. Elektrarno so morali po zemeljskem plazu leta 2000 obnoviti in je danes razglašena za spomenik tehnične kulture. 